# Echinanthera cephalomaculata
Espèce
Echinanthera cephalomaculata  est une espèce de serpents de la famille des Dipsadidae.

## Répartition
Cette espèce est endémique du Nordeste au Brésil. 

## Publication originale
- Di Bernardo, 1994 : Uma nova espécie de Echinanthera Cope, 1894 (Serpentes, Colubridae) do nordeste do Brasil. Biociências, vol. 2, no 2, p. 75-81.